# Condado de Roscommon (Míchigan)
El condado de Roscommon (en inglés: Roscommon County), fundado en 1840, es un condado del estado estadounidense de Míchigan. En el año 2000 tenía una población de 25,469 habitantes con una densidad de población de 19 personas por km². La sede del condado es Roscommon.

## Geografía
Según la oficina del censo el condado tiene una superficie total de 1502 km² (579,9 mi²), de los que 1349 km² (520,8 mi²) son tierra y 150 km² (57,9 mi²) (10,08%) son agua. Por este condado pasa el río Au Sable y los lagos Higgins, Houston y St. Helen.

### Condados adyacentes
- Condado de Crawford - norte
- Condado de Oscoda - noreste
- Condado de Ogemaw - este
- Condado de Gladwin - sureste
- Condado de Clare - suroeste
- Condado de Missaukee - oeste
- Condado de Kalkaska - noroeste

#### Principales carreteras y autopistas
- Interestatal 75
- Interestatal 75
- U.S. Autopista 127
- Carretera estatal 18
- Carretera estatal 55
- Carretera estatal 157
- Carretera estatal F-18
- Carretera estatal F-28
- Carretera estatal F-97

## Demografía
Según el censo del 2000 la renta per cápita media de los habitantes del condado era de 30.029 dólares y el ingreso medio de una familia era de 35.757 dólares. En el año 2000 los hombres tenían unos ingresos anuales 31.878 dólares frente a los 20.549 dólares que percibían las mujeres. El ingreso por habitante era de 17.837 dólares y alrededor de un 12,40% de la población estaba bajo el umbral de pobreza nacional.

## Lugares

### Villas
- Roscommon

### Lugares designados del censo
- Houghton Lake
- Prudenville
- St. Helen

### Comunidades no incorporadas
- Higgins Lake
- Houghton Lake Heights

### Municipios
- Municipio de Au Sable
- Municipio de Backus
- Municipio de Denton
- Municipio de Gerrish
- Municipio de Higgins
- Municipio de Lake
- Municipio de Lyon
- Municipio de Markey
- Municipio de Nester
- Municipio de Richfield
- Municipio de Roscommon